# Grigny, Essonne
Grigny je južno predmestje Pariza in občina v osrednjem francoskem departmaju Essonne regije Île-de-France. Leta 1999 je naselje imelo 24.512 prebivalcev.

## Geografija
Naselje leži v osrednji Franciji 5 km severozahodno od Évryja in 25 km od središča Pariza.

## Administracija
Grigny je sedež istoimenskega kantona, del okrožja Évry.

## Zanimivosti
- cerkev sv. Antona Padovanskega,
- cerkev sv. Sulpicija.